# アレクサンドル・ペチェルスキー

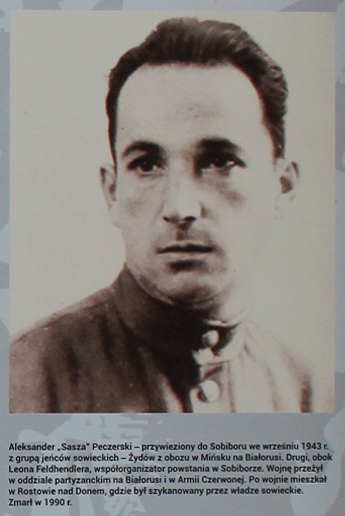
アレクサンドル・ペチェルスキー

アレクサンドル・アローノヴィチ・ペチェルスキー（ロシア語: Александр Аронович Печерский、ラテン文字表記の例:Alexander Aronovich Pechersky, 1909年2月22日 - 1990年1月19日）は、ソビエト連邦の赤軍軍人である。ナチス・ドイツの捕虜となり、ソビボル強制収容所へ送られたが、1943年10月にソビボルでの囚人の大脱走を指導した。通称サーシャ（Sasha）。

## 経歴
1909年、当時ロシア帝国領だったウクライナのクレメンチュークにユダヤ人弁護士の息子として生まれる。第二次世界大戦開戦前まで妻と娘一人と共にロストフ・ナ・ドヌで暮らし、簿記の仕事をしていた。独ソ戦の開戦により赤軍に徴兵され、前線に送られた。赤軍内では中尉階級の需品係将校だった。
ヴャジマ近くでドイツ軍の捕虜となり捕虜収容所に送られる。4回脱走を試みたが、すべて失敗におわった。ボリソフにあった懲罰収容所へ送られた。ここで裸にされた際に割礼が施されていることからユダヤ人であることを気付かれた。ユダヤ人絶滅計画を取り仕切るSS（ナチス親衛隊）の管理下へと移されることとなり、ミンスクにある親衛隊の強制労働収容所へ送られた。ここにはユダヤ人ソ連兵捕虜やミンスク・ゲットーから連れてこられたユダヤ人などが集められていた。ここにいた将校級捕虜はペチェルスキーを含めて二人だけだった。もう一人の将校捕虜は階級が少佐だったが、陰気な性格の人物だったので結局ペチェルスキーが捕虜囚人たちのリーダー的存在となっていく。
ペチェルスキーら捕虜囚人たちは1943年9月27日にソビボル強制収容所に送られた。彼らはガス室の存在する区画においてゾンダーコマンド（自分の延命と引き換えに、他の囚人をガス室へ送ったり死体を片付けたりする任に当たったユダヤ人による特殊部隊）として働いた。同時に脱走計画をたてていた労働囚人のレオン・フェルトヘンドラーらとともに脱走計画を練った。SS看守を全員殺害して正面ゲートから悠然と脱走する計画であった。

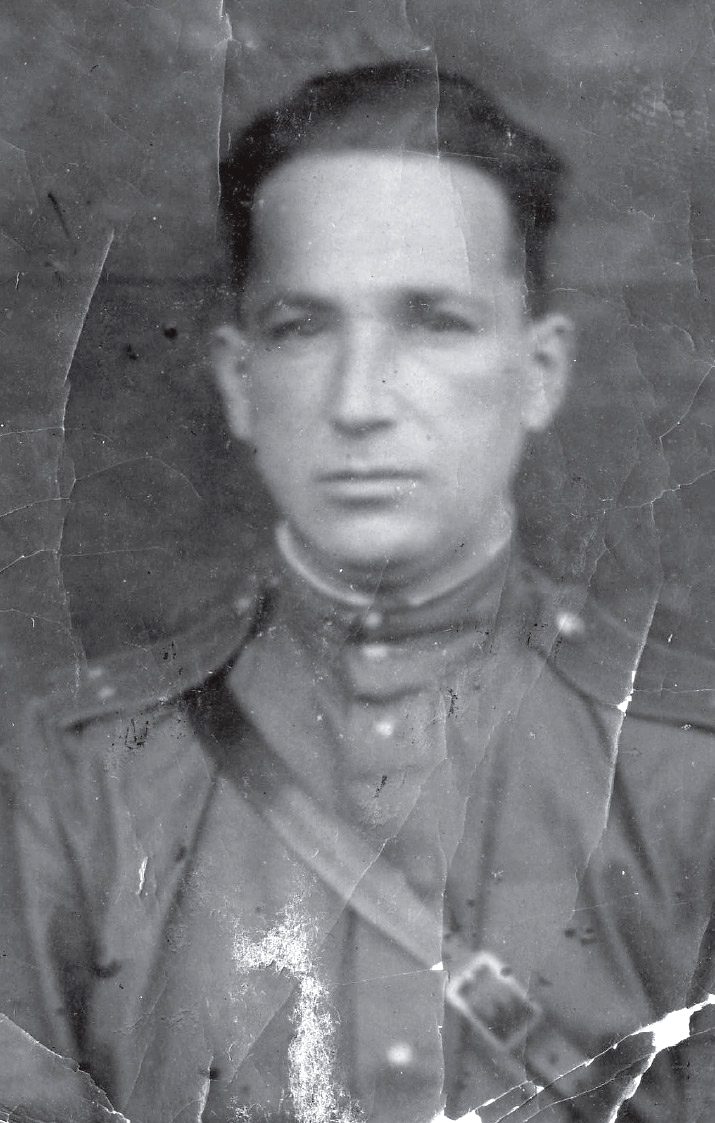
赤軍パルチザンとして勤務するペチェルスキー(1944年)

ペチェルスキーらは所長フランツ・ライヒライトナーSS大尉とその片腕グスタフ・ワーグナーSS曹長が収容所を離れていた1943年10月14日にこの脱走計画を実行にうつした。副所長のヨハン・ニーマンSS少尉はじめ看守のSS隊員たちを一人ずつおびき寄せてナイフで殺害していったが、11人殺害したところでSSにばれてしまった。ペチェルスキーは急きょ生き残っている囚人たちの前で自由を求める演説をおこない、600人の囚人たちが大脱走を試みた。SS隊員の銃撃と収容所の周囲に設置されていた地雷原により囚人たちも次々と死亡したが、300人が収容所から逃げることに成功した。しかしその後多くの者がSSに捕まって処刑されたため、戦後を迎えることができたのはわずか50人程度であった。
ペチェルスキーは脱走後ソ連のパルチザン部隊と合流することに成功し、ペチェルスキーも部隊に加わってナチスへのゲリラ活動をおこなった。この活動の際に足を負傷した。戦後ソ連へ戻ったが、ナチスの捕虜になっていた時期のあるペチェルスキーは「外患罪」によりソ連の秘密警察NKVD（内務人民委員部）に逮捕され、今度はソビエトの強制収容所へと送られた。しかしソビブル強制収容所での彼の活動が西側で知られるようになり、ペチェルスキーを逮捕したソ連に抗議が殺到した。そのためNKVDは急きょペチェルスキーを釈放している。
1990年にロストフ・ナ・ドヌで死去した。イギリス・ユーゴスラヴィア合作の長篇映画「脱走戦線 ソビボーからの脱出（Escape from Sobibor）」（1987年英国）ではルトガー・ハウアーがペチェルスキーを演じた。ロシア映画『ヒトラーと戦った22日間』（Sobibor, 2018年）ではコンスタンチン・ハベンスキーがペチェルスキーを演じた。